# Chicago Daily Times
Ne doit pas être confondu avec Chicago Daily News ou Chicago Daily Journal.
Le Chicago Daily Times est un quotidien de Chicago publié de 1929 à 1948, premier tabloïd de la ville. 
Il est fondé à la suite d'une réorganisation des actifs du Chicago Daily Journal par son dernier propriétaire, Samuel Emory Thomason. Il est surtout connu comme l'un des deux journaux qui ont fusionné pour former le Chicago Sun-Times en 1948. Pendant une grande partie de son existence, le journal a également exploité le Chicago Times Syndicate, qui distribuait des bandes dessinées et des chroniques.

## Histoire
Le journal est fondé sous le nom de Daily Illustrated Times en 1929 par Samuel Emory Thomason, qui venait de vendre le nom et le tirage de son Chicago Daily Journal au Chicago Daily News, mais a conservé le bâtiment et les ressources du journal pour sa nouvelle entreprise. Le journal est dirigé par Richard J. Finnegan et s'inspire du modèle tabloïd du New York Daily News.
Après 1935, le journal est officiellement connu sous le nom de Daily Times. 
Thomason meurt en 1944, et Marshall Field III rachète le journal en 1947. Field possède déjà le Chicago Sun (fondé en 1941) et le transforme en tabloïd afin de partager la même presse et l'édition dominicale. En janvier 1948, les deux journaux fusionnent pour devenir le Chicago Sun-Times,,.

## Le Syndicat duChicago Times
La société a exploite le Chicago Times Syndicate de 1935 environ jusqu'à sa fusion avec le Chicago Sun en 1948 ; les bandes dessinées distribuées par le syndicat comprennent Grin and Bear It de George Lichty et Invisible Scarlet O'Neil (en) de Russell Stamm. Le syndicat a également diffusé une chronique hebdomadaire écrite par Carl Sandburg pendant la Seconde Guerre mondiale.
Le directeur général du syndicat était Russ Stewart, qui a fini par rester directeur général du Field Enterprises Syndicate (en), le successeur des services de syndication du Sun et du Times. 